# 에밀 알토넨

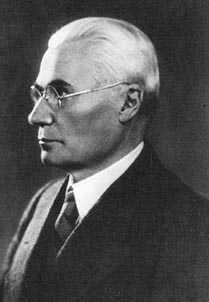
에밀 알토넨

에밀 알토넨(핀란드어: Emil Aaltonen, 1869년 8월 29일 ~ 1949년 12월 16일)은 핀란드의 기업인, 독지가이다. 핀란드 제화 산업의 선구자로 평가된다.